# Université Concordia (Nebraska)

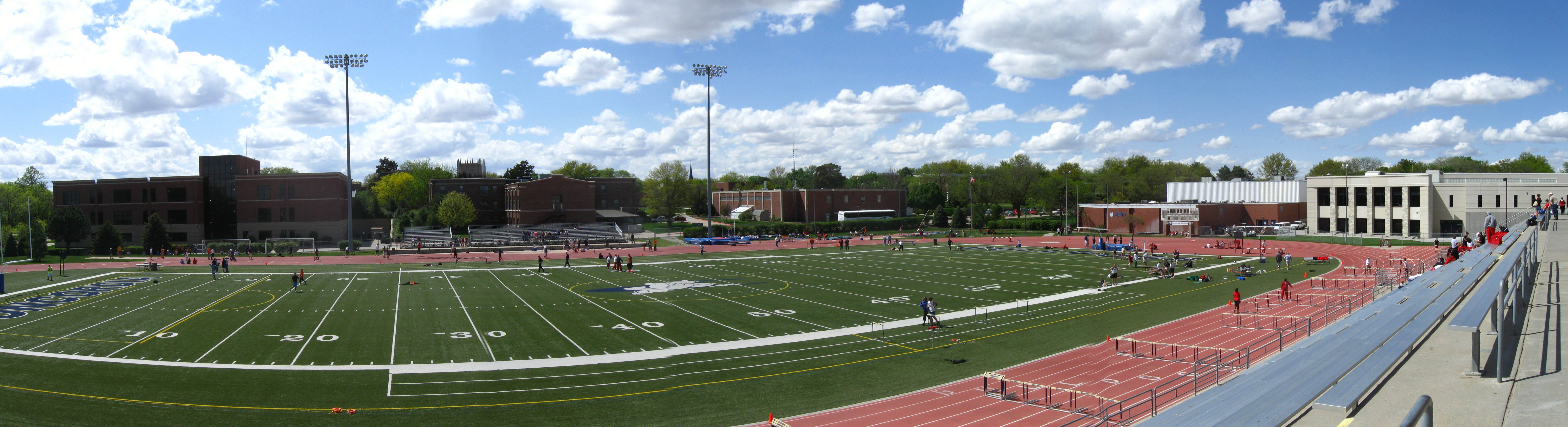
Le stade de l'université, construit en 1997.

L'université Concordia (en anglais : Concordia University) est une université américaine située à Seward dans le Nebraska. Elle fait partie du Concordia University System.

## Source
- (en) Cet article est partiellement ou en totalité issu de l’article de Wikipédia en anglais intitulé « Concordia University (Nebraska) » (voir la liste des auteurs).